# شفق (آب‌شوران)
شفق (انگلیسی: Şəfəq, Absheron) یک شهرک و آبادی در شهرستان آب‌شوران کشور جمهوری آذربایجان است.